# ناحیه ادامز، شهرستان لسال، ایلینوی
ناحیه ادامز، بخش لسال، ایلینواس (به انگلیسی: Adams Township, LaSalle County, Illinois) در ایالات متحده آمریکا است که در ایلی‌نوی واقع شده‌است.

## خصوصیات
ناحیه ادامز ۱٬۶۴۶ نفر جمعیت دارد و ۲۰۶ متر بالاتر از سطح دریا واقع شده‌است.